# Московская улица (Киров)
Моско́вская у́лица — старейшая историческая улица в городе Кирове. Начинается у мемориального комплекса «Вечный огонь» на Набережной Грина, идёт в западном направлении и заканчивается на перекрёстке с Ульяновской улицей, где переходит в Старомосковский тракт. Имеет статус магистральной улицы общегородского значения.

## История
Впервые упоминается в описании посада города Хлынова писцовой книги 1615 года как Бритовая улица, одна из крупных 9 улиц, идущая от главных ворот Архиерейского Двора. Названием улица была обязана Бритовой волости, расположенной за городом и заселённой выходцами из Суздальско-Нижегородского княжества. Со строительством Московской башни Хлыновского посада (Земляного города) в 1663—1666 годах улица получила новое название Московской. В свою очередь, от Московской башни начинался Московский тракт, идущий на Москву.

В первом регулярном плане Вятки 1784 года радиальную систему городских улиц сменили на перпендикулярную. Новую Московскую улицу проложили от Свято-Троицкого кафедрального собора у реки Вятки до церкви Всех Святых у выхода к Московскому тракту. Московской улице была отведена роль главной оси города, от которой отходили параллели и меридианы остальных улиц. Улица проходила по вершине самого высокого холма Вятки и делила город на две равные части.
- Московская улица, вид от пересечения с Царёвской улицей (ул. Свободы). Сергей Лобовиков, нач. XX века
- Церковь Всех Святых, вид с Московской улицы в перекрестке между Октябрьским проспектом и Всесвятской улицей
- Старый Покровский рынок у Покровской церкви, пересечение Московской и Николаевской улиц (ул. Ленина)

В 1918 году Вятский горисполком переименовал Московскую улицу в улицу Коммуны. За годы советской власти улица Коммуны удлинилась в 3 раза на запад, до деревни Шоломовской, за счёт новой городской застройки. В 1993 году историческое наименование улицы было возвращено.
В связи со строительством ТЦ «METRO» и освоением бывших сельхозземель совхоза «Красногорский» в 2009 году Московская улица была продлена по Старомосковскому тракту.

## Значимые здания и сооружения
Московская улица начинается от набережной Грина, у мемориального комплекса «Вечный огонь», установленном в память о воинах-кировчанах, погибших на фронтах Великой Отечественной войны. На месте бывшего Воскресенского собора ныне расположена Центральная гостиница, в сквере с противоположной стороны раньше располагалась Покровская церковь. На пересечении Московской с Владимирской улицей находится главная площадь города — Театральная.
- Мемориальный комплекс «Вечный огонь»
- № 1, 2 — Дома Крайисполкома
- № 2а — Архиерейский дом
- Динамовский проезд, 14 — Дом служителей Кафедрального собора
- Динамовский проезд, 18 — Казенные палаты Вятской духовной консистории
- Стадион «Динамо»
- Спасская площадь
- № 3 — Дом, где жили И.А. Чарушин, И.В. Казенин, М.А. Колповский
- № 4 — Гостинный двор
- улица Ленина, 80 — Здание центральной гостиницы
- Покровский сквер
- № 6 — Дом Н.И. Клабукова
- № 7 — Дом И. Кочурова
- № 8 — Дом Кулепетова
- № 9 — Дом Н.Г. Филиппова
- № 10 — Дом Карла Мойке
- № 12а — Дом А.И. Хохрякова
- № 17 — Дом Г.К. Бока
- № 21 — Дом П.С. Хохрякова
- № 27 — Дом А.Е. Калашникова
- № 26б — Дом Ф.М. Рязанцева
- № 29а — Усадьба Караваева
- № 31 — Комплекс усадьбы Г.С. Колошина (дом)
- № 33 — Комплекс усадьбы Г.С. Колошина (городское училище)
- № 33а — Комплекс усадьбы Г.С. Колошина (лавки)
- № 35а — Церковь святой великомученицы Екатерины
- № 35 — Вятская женская гимназия
- № 30 — Флигель усадьбы И.С. Колошина
- № 32 — Дом усадьбы И.С. Колошина
- Театральная площадь
- № 37 — Драматический театр
- улица Карла Либкнехта, 69 — Дом советов
- № 50 — Дом причта Всехсвятской церкви
- № 52а — Училище при мастерских пожарных машин
- № 52б — Общежитие при мастерских пожарных машин
- Сквер «Алые паруса»
- № 101а — Семинарская баня
- Уткин парк
- № 120 — Церковь Христа Всеспасителя